# Baie de Chingoudy
Baie de Chingoudy este o arie protejată (sit de importanță comunitară — SCI) din Franța întinsă pe o suprafață de 342 ha, integral pe uscat.

## Localizare
Centrul sitului Baie de Chingoudy este situat la coordonatele 43°22′01″N 1°46′25″W / 43.36694°N 1.77361°V.

## Înființare
Situl Baie de Chingoudy a fost declarat arie specială de conservare în baza directivei 92/43 din 1992 referitoare la conservarea habitatelor naturale și a faunei și florei sălbatice pentru a proteja .

## Biodiversitate
Situată în ecoregiunea atlantică, aria protejată conține 5 habitate naturale: Terase mlăștinoase și terase nisipoase neacoperite de apă la reflux, Golfuri mici largi și golfuri puțin adânci, Bancuri de nisip acoperite în permanență slab de apă marină, Salicornia și alte specii anuale care populează regiunile mlăștinoase și nisipoase, Estuare.
La baza desemnării sitului se află mai multe specii protejate.